# Alice Sotero
Alice Sotero (Asti, 28 de mayo de 1991) es una deportista italiana que compite en pentatlón moderno.
Ganó una medalla de plata en el Campeonato Mundial de Pentatlón Moderno de 2023, en la prueba individual. En los Juegos Europeos de Cracovia 2023 consiguió una medalla de oro en la prueba individual.
Participó en dos Juegos Olímpicos de Verano, ocupando el séptimo lugar en Río de Janeiro 2016 y el cuarto en Tokio 2020, en la prueba individual.

## Medallero internacional
| Campeonato Mundial | Campeonato Mundial | Campeonato Mundial | Campeonato Mundial |
| Año                | Lugar              | Medalla            | Competición        |
| ------------------ | ------------------ | ------------------ | ------------------ |
| 2023               | Bath (Reino Unido) | Medalla de plata   | Individual         |
| Juegos Europeos    |                    |                    |                    |
| Año                | Lugar              | Medalla            | Competición        |
| 2023               | Cracovia (Polonia) | Medalla de oro     | Individual         |